# Іллі Бафі
Іллі Бафі (алб. Ylli Bufi; нар. 25 травня 1948, Тирана) — албанський політичний діяч, прем'єр-міністр Албанії у 1991 році.

## Біографія
У 1972 році він закінчив факультет природничих наук Університету Тирани, отримав ступінь доктора філософії. У 1972–1976 роки він працював нафтопереробному заводі у Фієрі, потім — на одному з заводів харчової промисловості. Його політична кар'єра почалася у 1983 році з посади заступника міністра харчової промисловості. У 1989–1991 — міністр харчової промисловості, у червні 1991 року в атмосфері великої соціальної кризи стояв на чолі перехідного уряду.
Член Соціалістичної партії, після перемоги соціалістів на виборах у 1997 році отримав мандат депутата від округу Фієр, повернувся в уряд як міністр економіки та приватизації (цю посаду він обіймав до 1999 року). У 2001–2005 він очолював парламентський комітет з питань фінансів та приватизації.
Після виборів 2005 року як депутат Соціалістичної партії, він був призначений віце-президентом Народних зборів Албанії.